# Challenger de Bérgamo 2013
El Challenger de Bérgamo 2013 fue un torneo de tenis profesional que se jugó en canchas duras. Este fue la 8 ª edición del torneo que forma parte del circuito ATP Challenger 2013 . Se llevó a cabo en Bérgamo , Italia entre el 4 y el 10 de febrero de 2013.

## Cabezas de serie

### Individual
| País                   | Jugador            | Rank1 | Preclasificado |
| Bandera de Letonia     | Ernests Gulbis     | 136   | 1              |
| Bandera de Alemania    | Jan-Lennard Struff | 138   | 2              |
| Bandera de Suiza       | Marco Chiudinelli  | 139   | 3              |
| Bandera de Bielorrusia | Uladzimir Ignatik  | 142   | 4              |
| Bandera de Bélgica     | Maxime Authom      | 144   | 5              |
| Bandera de Eslovaquia  | Karol Beck         | 146   | 6              |
| Bandera de Rumania     | Marius Copil       | 151   | 7              |
| Bandera de Ucrania     | Ivan Sergeyev      | 152   | 8              |
| ---------------------- | ------------------ | ----- | -------------- |

### Otros Participantes
Los siguientes jugadores recibieron invitaciones para participar en el cuadro principal (WC):
- Djordje Djokovic
- Ernests Gulbis
- Claudio Grassi
- Andreas Vinciguerra

Los siguientes jugadores ingresaron al cuadro principal mediante la clasificación (Q):
- Nikoloz Basilashvili
- Alessandro Bega
- Martin Fischer
- Viktor Galović
- Marco Cecchinato (perdedor afortunado)

## Jugadores participantes en el cuadro de dobles

### Cabezas de serie
| País                 | Jugador          | País                  | Jugador            | Rank1 | Favorito |
| Bandera de Polonia   | Tomasz Bednarek  | Bandera de Polonia    | Mateusz Kowalczyk  | 187   | 1        |
| Bandera de Australia | Jordan Kerr      | Bandera de Suecia     | Andreas Siljeström | 222   | 2        |
| Bandera de Austria   | Martin Fischer   | Bandera de Austria    | Philipp Oswald     | 275   | 3        |
| Bandera de Italia    | Alessandro Motti | Bandera de Montenegro | Goran Tošić        | 316   | 4        |
| -------------------- | ---------------- | --------------------- | ------------------ | ----- | -------- |

- 1 Se ha tomado en cuenta el ranking del 28 de enero de 2013.

### Otros participantes
Los siguientes jugadores recibieron una invitación (wild card), por lo tanto ingresan directamente al cuadro principal:
- Farrukh Dustov /  Matteo Volante
- Thomas Fabbiano /  Matteo Trevisan
- Andrea Falgheri /  Stefano Napolitano

## Campeones

### Individual Masculino
- Michał Przysiężny derrotó en la final a  Jan-Lennard Struff  por 4–6, 7–6(7–5), 7–6(7–5)

### Dobles Masculino
- Karol Beck /  Andrej Martin  derrotaron en la final a  Claudio Grassi /  Amir Weintraub por 6-3 3-6 [10-8]

- Datos: Q4302551